# A csodagyerek
A csodagyerek (eredeti cím: The Prodigy) 2019-es hongkongi-amerikai horror, thriller Nicholas McCarthy rendezésében és Taylor Schilling, Jackson Robert Scott, valamint Colm Feore főszereplésével.
A film cselekményének középpontjában egy kisfiú, Miles áll, akit egyre jobban zavart viselkedés jellemez. Ennek hátterében egy gonosz, természetfeletti erő áll.
Az Egyesült Államokban 2019. február 8-án, az Orion Pictures forgalmazásában mutatták be, Magyarországon egy nappal korábban, február 7-én. 
A kritikusok vegyes véleménnyel fogadták, cselekményét bírálva, a színészi játékot ugyanakkor dicsérve.

## Cselekmény
Miles egy kisfiú, aki egyszerre mutat zsenialitásra utaló jeleket és baljós, zavarodott viselkedést. Anyja, Sarah elviszi egy terapeutához, aki azt gyanítja, hogy Miles viselkedésének hátterében egy természetfeletti erő állhat. Sarahnak nehéz döntést kell hozni, egyfelől félti családját, de az anyai szeretet nem engedi, hogy ártson saját fiának.

## Szereposztás
| Szerep              | Színész              | Magyar hang        |
| ------------------- | -------------------- | ------------------ |
| Sarah               | Taylor Schilling     | Bartsch Kata       |
| Miles               | Jackson Robert Scott | Mayer Marcell      |
| Edward              | Paul Fauteux         | TBA                |
| Arthur Jacobson     | Colm Feore           | Mertz Tibor        |
| Margaret St. James  | Brittany Allen       | Solecki Janka      |
| John                | Peter Mooney         | Makranczi Zalán    |
| Rebecca             | Oluniké Adeliyi      | Sági Tímea         |
| Dr. Strasser        | Paula Boudreau       | Kisfalvi Krisztina |
| Zoe                 | Elisa Moolecherry    | Erdős Borcsa       |
| Dr. Kagan           | Martin Roach         | Galambos Péter     |
| Tanár a Buchananben | Jim Annan            | Orosz Gergely      |
| Orvos az intenzíven | Milton Barnes        | Rada Bálint        |
| Farmer              | Michael Dyson        | Kajtár Róbert      |

## Háttér és forgatás
2018 júniusában az Orion Pictures bejelentette, hogy a film 2019 februárjában jelenik meg. Az eredeti cím Leszármazottak lett volna. Az első marketing jellegű reklámok a Halloween című filmmel egy időben jelentek meg. McCarthy 2018 októberében úgy nyilatkozott, hogy volt jelenet amit újra kellett forgatni, illetve volt párbeszéd, ami nem került be a végleges változatba, mert a tesztvetítéseket követően túl ijesztőnek találták.

## Fogadtatás

### Bevételek
Az Egyesült Államokban és Kanadában A csodagyerek február 8-án került bemutatásra, a A Lego-kaland 2.,  és a Dermesztő hajsza című filmekkel egy időben. Az első napon 2 millió dollár bevételt hozott, beleértve a csütörtök éjszakai elővetítésből származó 350 000 dollárt is. Összességében 6 millió dolláros bevétellel debütált a mozikban, a Deadline Hollywood online filmes portál megjegyezte, hogy mivel ennyi volt a film gyártási költsége is, a készítők elégedettek lehetnek, valamint, hogy minden valószínűség szerint a produkció nettó nyereséget fog termelni.

### Kritikai visszhang
A Rotten Tomatoes mértékadó filmes weboldal 47%-ra értékelte a filmet 43 vélemény alapján, pontozási listáján pedig 5.1/10-es értéket ért el a film. A weboldal így értékelt: " A csodagyerek nem mutat semmi újat a műfajt tekintve, de a horror rajongóknak, akik félnek a gonosz gyerekektől, érdemes megnézni."
A Metacritic online oldalon a film súlyozott átlagértéke 100-ból 45, 18 kritikus véleménye alapján, ami „vegyes vagy átlagos értékelést” jelent.
A PostTrak oldalán a megkérdezettek 64%-os ajánlást adtak a filmnek.